# Bartol Petrić
Bartol Petrić (Stari Grad na Hvaru, 30. travnja 1899. – Split, 24. listopada 1974.), hrvatski slikar.
Uz figuralne kompozicije iz seljačkog i ribarskog života, radio je pejzaže te crteže u tušu i sepiji. Slikao je motive rodnog Starog Grada. Bio je konzervator i crtač u Muzeju hrvatskih arheoloških spomenika u Splitu. Objavio je mapu grafika "Stari Grad". 

## Vanjske poveznice
- Izložba  Arhivirana inačica izvorne stranice od 5. ožujka 2007. (Wayback Machine)
- Plakat za izložbu  Arhivirana inačica izvorne stranice od 5. ožujka 2016. (Wayback Machine)
- Stari Grad  Arhivirana inačica izvorne stranice od 12. ožujka 2016. (Wayback Machine) Dječja slikarska radionica pod nazivom „ Dva starogradska slikara", 24. listopada 2012.